# Reprezentacja Azerbejdżanu w koszykówce mężczyzn
Reprezentacja Azerbejdżanu w koszykówce mężczyzn – drużyna, która reprezentuje Azerbejdżan w koszykówce mężczyzn. Za jej funkcjonowanie odpowiedzialny jest Azerski Związek Koszykówki (ABF). Nigdy nie udało jej się zakwalifikować do Mistrzostw Europy, Mistrzostw Świata, czy Igrzysk Olimpijskich. Od 2002 do 2008 roku występowała w Dywizji C, którą dwukrotnie wygrała – w 2006 i 2008 roku. Dzięki tej ostatniej wygranej, od 2010 roku występować będzie w Dywizji B.